# Мухогін

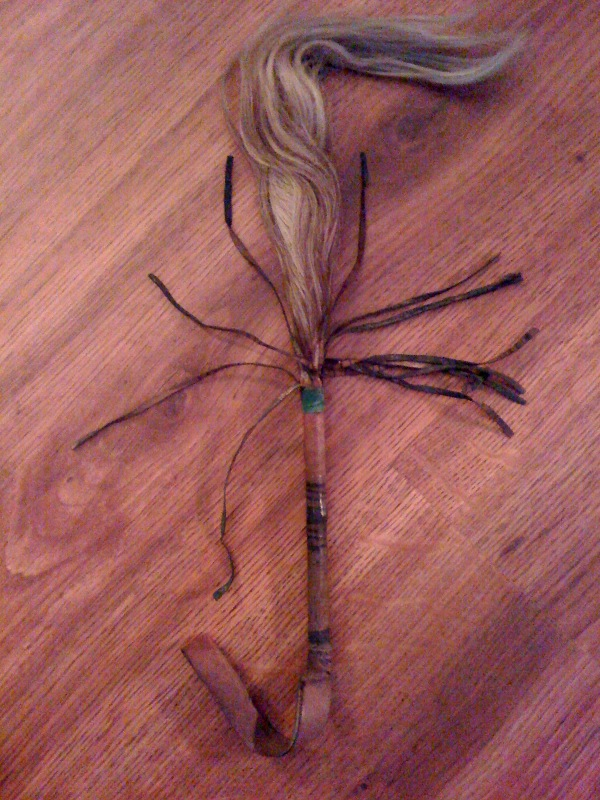

Мухогін (англ. fly-whisk, нім. Fliegenwedelen, рос. мухогонка) — знаряддя для відганяння мух та інших комах. У країнах Азії й Африки використовується як ручне віяло або символ влади. У державах Південної Азії — хамара (chāmara), хаурі (chauri), пракірнака (prakirnaka). Мухогін — одна із регалій Тайського царського дому.

## Галерея

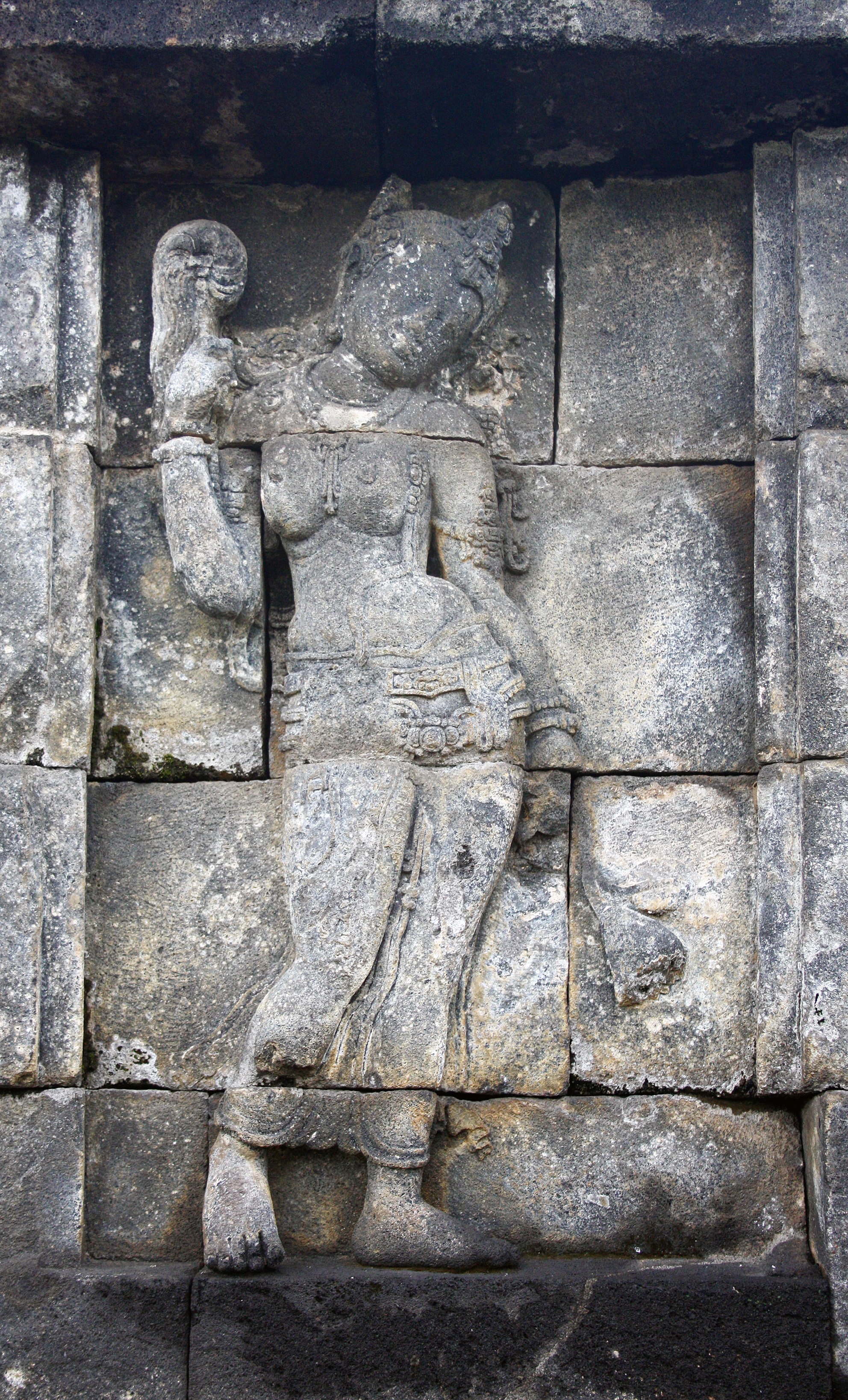
Мухогін. Індія
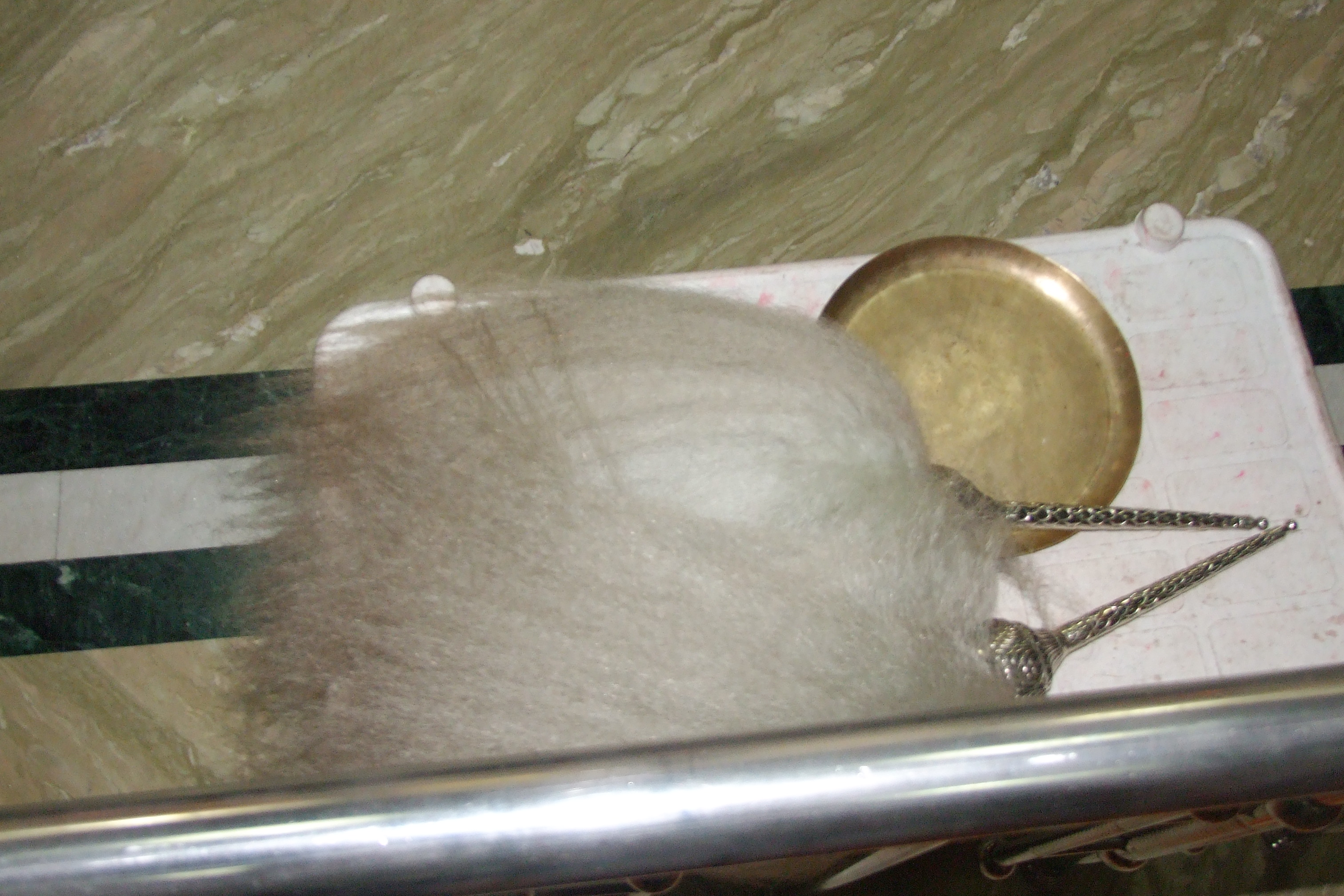
Мухогін. Індія
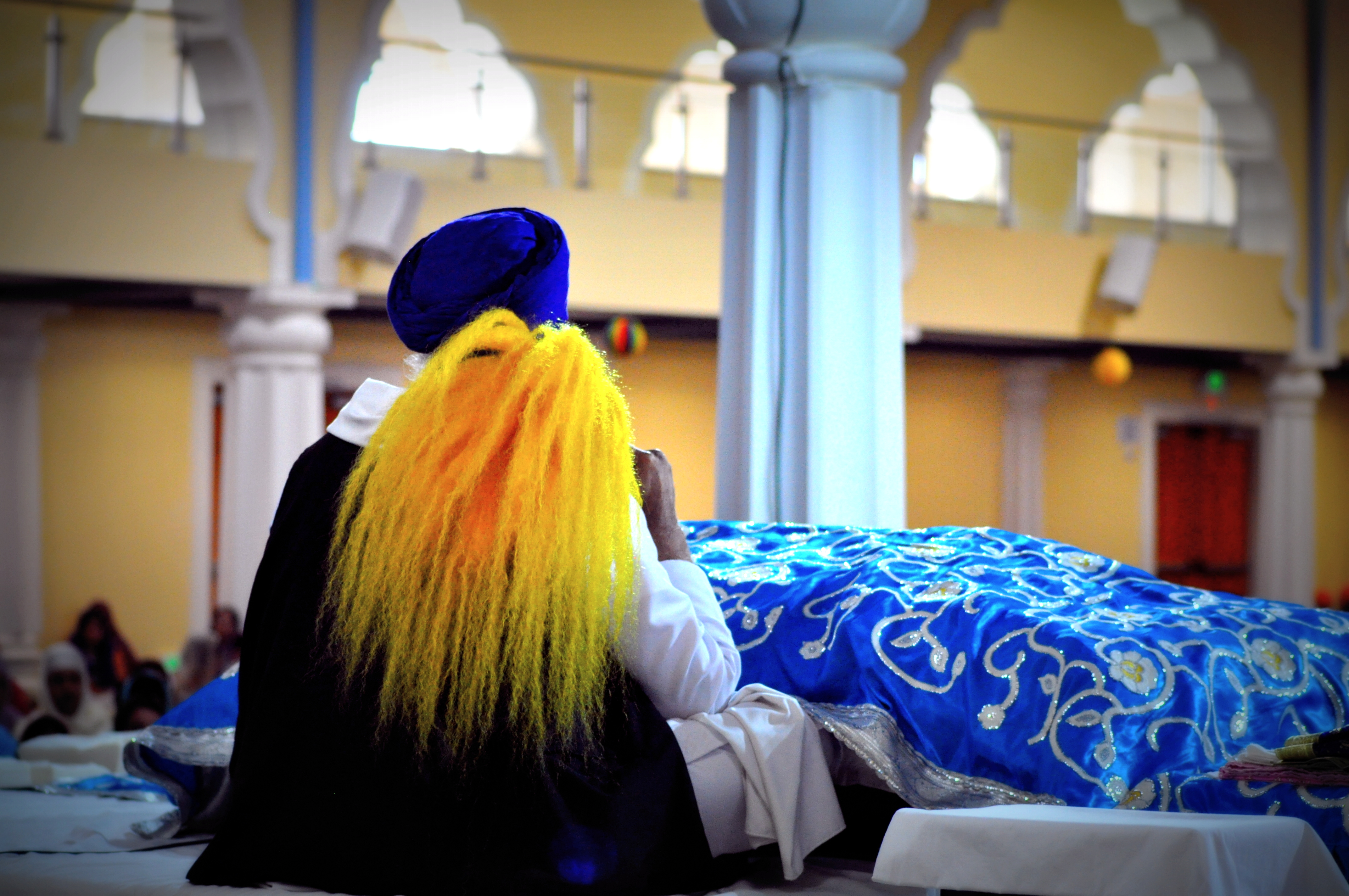
Мухогін. Індія
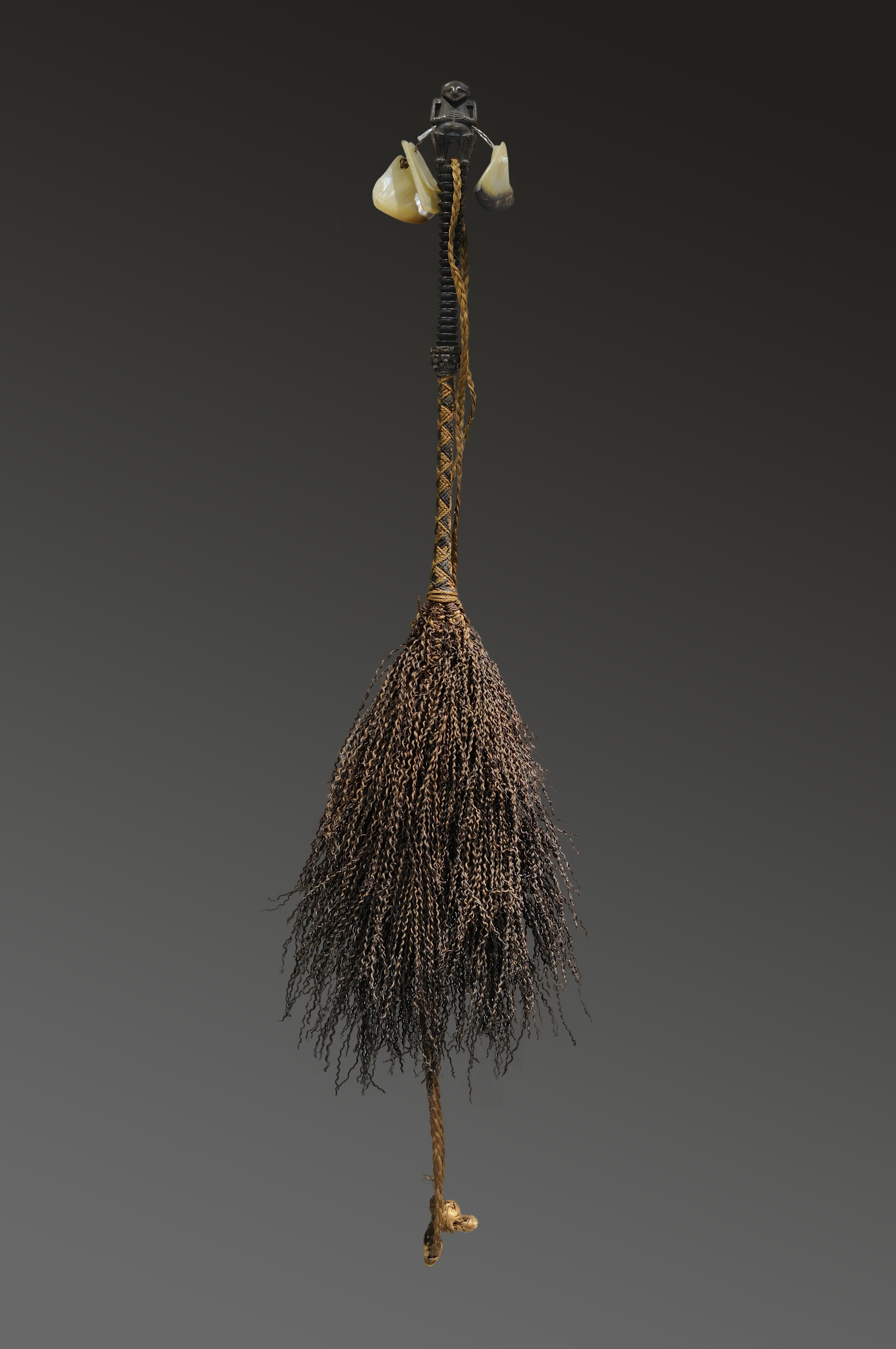
Мухогін. Індонезія
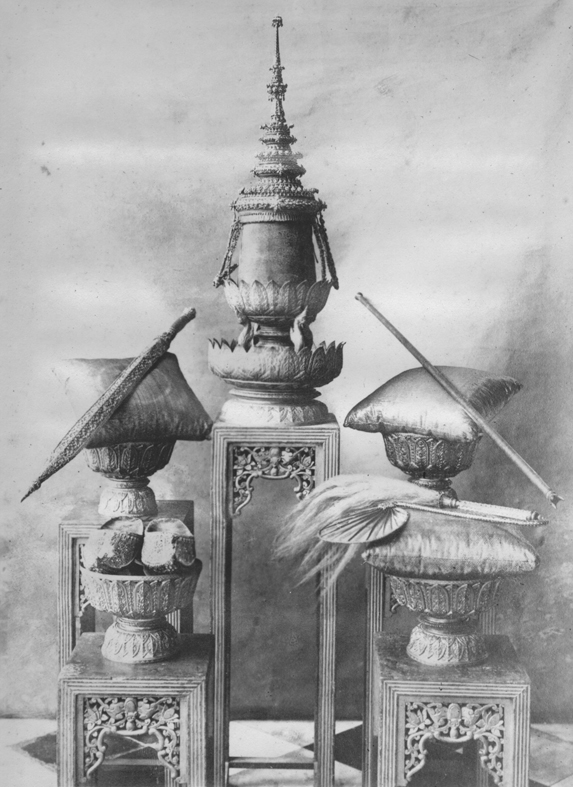
Мухогін. Таїланд